# Code de procédure civile (France)
Pour les autres articles nationaux ou selon les autres juridictions, voir Code de procédure civile.
Le code de procédure civile français, dont le nom est souvent abrégé en « CPC » (anciennement « NCPC » de 1975 à 2007), est un code ayant valeur règlementaire qui rassemble des règles de procédure civile française.

## La place du CPC parmi les autres codes régissant le fonctionnement et les procédures devant les juridictions

### Code de procédure civile et code de l'organisation judiciaire
Il ne doit pas être confondu avec le code de l'organisation judiciaire. Alors que ce dernier traite des catégories de juridictions et de leur organisation et fonctionnement internes, le code de procédure civile fixe les règles régissant la procédure civile, c'est-à-dire la manière dont le procès a lieu, depuis l'assignation ou la requête, leurs conditions de recevabilité, en passant par les incidents d'audience, les délais, jusqu'aux voies de recours ordinaires (notamment l'appel) ou extraordinaires (cassation).

### Code de procédure civile et code de procédure pénale
Tandis que le code de procédure civile régit la matière civile, c'est-à-dire les procès entre particuliers ou entre les particuliers et les artisans ou commerçants, le code de procédure pénale fixe les règles concernant les enquêtes pénales (préliminaires ou de flagrance), l'instruction judiciaire, la poursuite des infractions, l'audience pénale devant le tribunal de police, le tribunal correctionnel, la cour d'assises, les voies de recours, l'application des peines.

### Code de procédure civile et code de justice administrative
Le code de procédure civile ne concerne que les juridictions judiciaires. La procédure devant les juridictions administratives (tribunal administratif, cour administrative d'appel, conseil d'État) est fixée par le code de justice administrative.

## Historique

### Précédents

#### Code de procédure civile sous l'ancien droit
La procédure civile durant le Moyen Âge constituait une conciliation entre des tendances diverses sans, d'ailleurs, être figée :
- la plupart des règles semblent avoir été empruntées à la procédure canonique, elle-même issue du Bas-Empire romain en particulier Théodose II, Justinien en 528 avec pour celui-ci une 2e version en 534 - ces derniers ayant repris des textes plus anciens - entre autres l'empereur Hadrien (117-138) ainsi que des rédactions des juristes Gregorius (travaux 291-294) et Hermogène (travaux 293 ? 294 ?). Voir à ce sujet concernant - par exemple - le problème des dettes en or ou argent qui s'accumulaient au IIIe siècle, l'ouvrage "Crises et inflation entre antiquité et moyen âge de l'historien Georges Depeyrot qui est explicite (page 199 de la deuxième édition ( CTh IV 20.1 ou CTh X 16.4).
- les procédures franques et féodales ont laissé des marques profondes.

Au XVIe siècle apparaît une procédure civile répandue dans l'ensemble du royaume, utilisant le français comme langue judiciaire, procédure à la fois orale et écrite, publique et non secrète :
- ordonnance de Villers-Cotterêts (août 1539) qui impose l'usage du français ;
- ordonnance de Moulins (1566), dont l'article 54 donne la priorité à la preuve écrite sur la preuve par témoin.

Au XVIIe siècle, sous Louis XIV, est promulguée la grande ordonnance de 1667 relative à la procédure civile, appelée « Code Louis » ou même « Code civil » :
- elle comprend 502 articles et les travaux ont été coordonnés par Henri Pussort (Guillaume Ier de Lamoignon n'étant associé que tardivement et partiellement) ;
- elle fait œuvre de codification en unifiant les règles dans tout le royaume, par abrogation de tous les textes antérieurs contraires à ses dispositions ; elle vise à assurer l'unité de la procédure civile en la distinguant de la procédure criminelle ;
- son plan se veut logique, depuis l'introduction de l'instance jusqu'aux voies d'exécution.

Complétée par des textes ultérieurs d'adaptation, cette ordonnance a régi la procédure civile pendant 140 ans, de 1667 à 1807.
Il convient de noter que, sous la Révolution française, l'ordonnance royale s'est appliquée jusqu'au décret du 23 octobre 1793. Ce dernier, qui ne comportait que 13 articles et qui entendait créer une procédure épurée et rapide, ne fut quasiment pas appliquée. Ce texte fut abrogé le 5 septembre 1800 (18 fructidor an VIII).

#### Code de procédure civile napoléonien
Le premier code de procédure civile, « napoléonien », a été instauré par la loi du 14 avril 1806 et est entré en vigueur le 1er janvier 1807. Ce premier code fut essentiellement rédigé par des magistrats et des praticiens de l'Ancien Régime.
De nombreuses critiques ont été portés à l'encontre de cette codification de la procédure civile. Le Code de 1807 paraissait être essentiellement un code de formalités, qui ne contenait pas toutes les dispositions relatives à la procédure. Ainsi, par exemple, il ne contenait aucune disposition sur l'organisation judiciaire. Pour autant, malgré les critiques, le Code est resté plus d'un siècle sans être retouché avant de faire l'objet d'un toilettage à partir de 1935, pour être profondément remanié au cours des quatre décennies suivantes.
Le Code de procédure civile napoléonien est définitivement abrogé en 2007.

### Code de procédure civile contemporain

#### Adoption
À partir de 1971, un nouveau code a été préparé par étapes. La procédure civile ne relevant pas du domaine de la loi en vertu de l'article 34 de la Constitution, le choix a été fait d'un code entièrement réglementaire. Les nouvelles dispositions ont été introduites par plusieurs décrets en Conseil d'État successifs :
- Décret no 71-740 du 9 septembre 1971 ;
- Décret no 72-684 du 20 juillet 1972 ;
- Décret no 72-788 du 28 août 1972 ;
- Décret no 73-1122 du 19 décembre 1973[2].

Finalement, le décret no 75-1123 du 5 décembre 1975 crée le nouveau code, contenant les dispositions créées par le code précédent, mais agencées dans un ordre plus logique. Un autre décret du même jour, no 75-1122, comporte les abrogations et modifications correspondantes.
Le texte promulgué en 1975 a été officiellement qualifié, jusqu'en 2007, de « nouveau » (nouveau code de procédure civile ou NCPC) car une partie de l'ancien était encore en vigueur. Ainsi certains articles étaient en double, tel l'article 701 du NCPC et l'article 701 de l'ancien CPC.
Dans sa version de 1975, le « nouveau code » ne comporte que les livres 1er et 2. Les livres 3 et 4 ont été ajoutés par le décret no 81-500 du 12 mai 1981. Le livre 5 devait contenir les voies d'exécution, mais cette matière comportait des dispositions qui, au-delà de la procédure, devaient relever de la loi aux termes de l'article 34 de la Constitution. Cette matière a donc été traitée dans d'autres textes avant d'être codifiée à son tour dans le code des procédures civiles d'exécution, qui comporte une partie législative et une partie réglementaire.
Les dispositions encore en vigueur de l'ancien code ont été progressivement remplacées ou abrogées, avec d'importantes modifications en 2006. Finalement, l'article 26 de la loi no 2007-1787 du 20 décembre 2007 relative à la simplification du droit a définitivement abrogé le code de 1806 et a donné au « nouveau » code le nom officiel de code de procédure civile.

#### Entrée en vigueur et application territoriale
Le code est entré en vigueur le 1er janvier 1976, sauf dans certains territoires. Dans les départements du Bas-Rhin, du Haut-Rhin et de la Moselle, il est entré en vigueur un an après, le 1er janvier 1977.
À Mayotte, le texte a été introduit au 1er janvier 2005, par le décret no 2004-1234 du 20 novembre 2004. Ce décret crée ainsi au sein du code un titre 6 relatif à l'application outre-mer. Le code entre enfin en vigueur à Wallis-et-Futuna le 1er janvier 2006 avec le décret no 2005-1302 du 14 octobre 2005.
Le code ne s'applique ni en Polynésie française, ni en Nouvelle-Calédonie, chacun de ces territoires étant régi par son propre code de procédure.

#### Évolutions ultérieures
Le livre 4 consacré à l'arbitrage a été entièrement réécrit par le décret no 2011-48 du 13 janvier 2011, en vigueur le 1er mai 2011. Un livre 5 a été ajouté en 2012, par le décret no 2012-66 du 20 janvier 2012, pour traiter de la résolution amiable des différends. L'adoption de la loi de programmation 2018-2022 et de réforme pour la justice et la réforme judiciaire, entrée en vigueur le 1er janvier 2020, a entraîné d'importantes modifications des trois premiers livres du code de procédure civile.

## Plan général du CPC
Le CPC comporte six livres ainsi qu'une annexe contenant les dispositions spécifiques aux départements du Bas-Rhin, du Haut-Rhin et de la Moselle.
- Livre 1er : Dispositions communes à toutes les juridictions
  - Titre 1 : Dispositions liminaires
  - Titre 2 : L'action
  - Titre 3 : La compétence
  - Titre 4 : La demande en justice
  - Titre 5 : Les moyens de défense
  - Titre 5 bis : La question prioritaire de constitutionnalité
  - Titre 5 ter : La procédure sur question préjudicielle de la juridiction administrative
  - Titre 6 : La conciliation et la médiation[9]
  - Titre 7 : L'administration judiciaire de la preuve
  - Titre 8 : La pluralité de parties
  - Titre 9 : L'intervention
  - Titre 9 bis : L'audition de l'enfant en justice
  - Titre 10 : L'abstention, la récusation, le renvoi et la prise à partie
  - Titre 11 : Les incidents d'instance
  - Titre 12 : Représentation et assistance en justice
  - Titre 13 : Le ministère public
  - Titre 14 : Le jugement
  - Titre 15 : L'exécution du jugement
  - Titre 16 : Les voies de recours
  - Titre 17 : Délais, acte d'huissier de justice et notifications
  - Titre 18 : Les frais et les dépens
  - Titre 19 : Le secrétariat de la juridiction
  - Titre 20 : Les commissions rogatoires
  - Titre 21 : La communication par voie électronique
  - Titre 22 : Disposition finale
- Livre 2 : Dispositions particulières à chaque juridiction
  - Titre 1 : Dispositions particulières au tribunal judiciaire
  - Titre 2[10]
  - Titre 3 : Dispositions particulières au tribunal de commerce
  - Titre 4 : Dispositions particulières aux juridictions statuant en matière prud'homale
  - Titre 5 : Dispositions particulières au tribunal paritaire de baux ruraux
  - Titre 6 : Dispositions relatives à la cour d'appel
  - Titre 7 : Dispositions particulières à la Cour de cassation
  - Titre 8 : Dispositions particulières aux juridictions de renvoi après cassation
- Livre 3 : Dispositions particulières à certaines matières
  - Titre 1 : Les personnes
  - Titre 2 : Les biens
  - Titre 3 : Les régimes matrimoniaux, les successions, les libéralités
  - Titre 4 : Les obligations et les contrats
  - Titre 5 : La sécurité sociale et l'aide sociale
- Livre 4 : L'arbitrage[11]
  - Titre 1 : L'arbitrage interne
  - Titre 2 : L'arbitrage international
- Livre 5[12] : La résolution amiable des différends
  - Titre 1 : La médiation et la conciliation conventionnelles
  - Titre 2 : La procédure participative
  - Titre 3 : Dispositions communes
- Livre 6 : Dispositions relatives à l'outre-mer
  - Titre 1[13]
  - Titre 2 : Dispositions applicables aux îles Wallis-et-Futuna

## Quelques principes essentiels énoncés par le CPC
- Article 1er : « Seules les parties introduisent l'instance, hors les cas où la loi en dispose autrement. Elles ont la liberté d'y mettre fin avant qu'elle ne s'éteigne par l'effet du jugement ou en vertu de la loi. » (liberté procédurale des citoyens ; le procès est « l'affaire des parties »).
- Article 3 : « Le juge veille au bon déroulement de l'instance ; il a le pouvoir d'impartir les délais » (rôle du juge).
- Article 9 : « Il incombe à chaque partie de prouver conformément à la loi les faits nécessaires au succès de sa prétention. » (obligation de prouver).
- Article 14 : « Nulle partie ne peut être jugée sans avoir été entendue ou appelée. » (principe du contradictoire).
- Article 15 : « Les parties doivent se faire connaître mutuellement en temps utile les moyens de fait sur lesquels elles fondent leurs prétentions, les éléments de preuve qu'elles produisent et les moyens de droit qu'elles invoquent, afin que chacune soit à même d'organiser sa défense. » (principe du contradictoire et de loyauté dans la défense de ses droits).
- Article 16 alinéa 1er : « Le juge doit, en toutes circonstances, faire observer et observer lui-même le principe de la contradiction » (principe du contradictoire).
- Article 19 : « Les parties choisissent librement leur défenseur soit pour se faire représenter soit pour se faire assister suivant ce que la loi permet ou ordonne » (choix de l'avocat).
- Article 30 : « L'action est le droit, pour l'auteur d'une prétention, d'être entendu sur le fond de celle-ci afin que le juge la dise bien ou mal fondée. Pour l'adversaire, l'action est le droit de discuter le bien-fondé de cette prétention. »
- Article 31 : « L'action est ouverte à tous ceux qui ont un intérêt légitime au succès ou au rejet d'une prétention, sous réserve des cas dans lesquels la loi attribue le droit d'agir aux seules personnes qu'elle qualifie pour élever ou combattre une prétention, ou pour défendre un intérêt déterminé. »
- Article 32 : « Est irrecevable toute prétention émise par ou contre une personne dépourvue du droit d'agir. »
- Article 32-1 : « Celui qui agit en justice de manière dilatoire ou abusive peut être condamné à une amende civile d'un maximum de 10 000 euros, sans préjudice des dommages-intérêts qui seraient réclamés. »
- Article 53 : « La demande initiale est celle par laquelle un plaideur prend l'initiative d'un procès en soumettant au juge ses prétentions. Elle introduit l'instance. »
- Article 54 : « Sous réserve des cas où l'instance est introduite par la présentation volontaire des parties devant le juge, la demande initiale est formée par assignation, par remise d'une requête conjointe au secrétariat de la juridiction ou par requête ou déclaration au secrétariat de la juridiction. »
- Article 55 : « L'assignation est l'acte d'huissier de justice par lequel le demandeur cite son adversaire à comparaître devant le juge. »
- Article 73 : « Constitue une exception de procédure tout moyen qui tend soit à faire déclarer la procédure irrégulière ou éteinte, soit à en suspendre le cours. »
- Article 122 : « Constitue une fin de non-recevoir tout moyen qui tend à faire déclarer l'adversaire irrecevable en sa demande, sans examen au fond, pour défaut de droit d'agir, tel le défaut de qualité, le défaut d'intérêt, la prescription, le délai préfix, la chose jugée. »